# 圣阿古斯丁镇

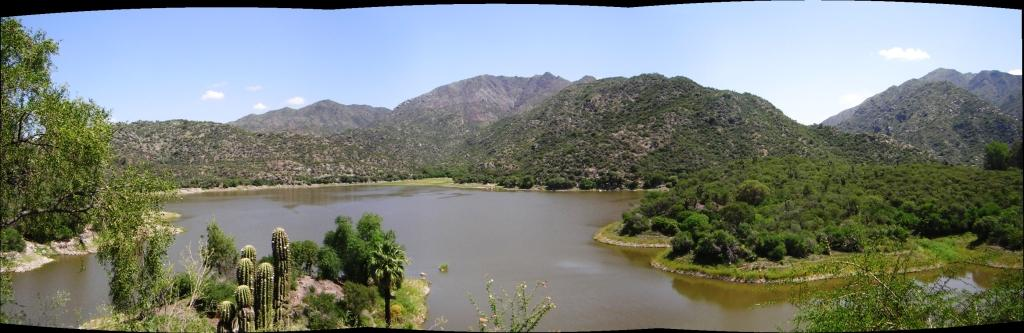

圣阿古斯丁镇（西班牙語：Villa San Agustín）是阿根廷的城鎮，位於該國西部聖胡安省，是巴耶費爾蒂爾縣的首府，始建於1776年4月4日，海拔高度828米，該地區的地震活動頻繁和低強度，2001年時人口為3,900人。

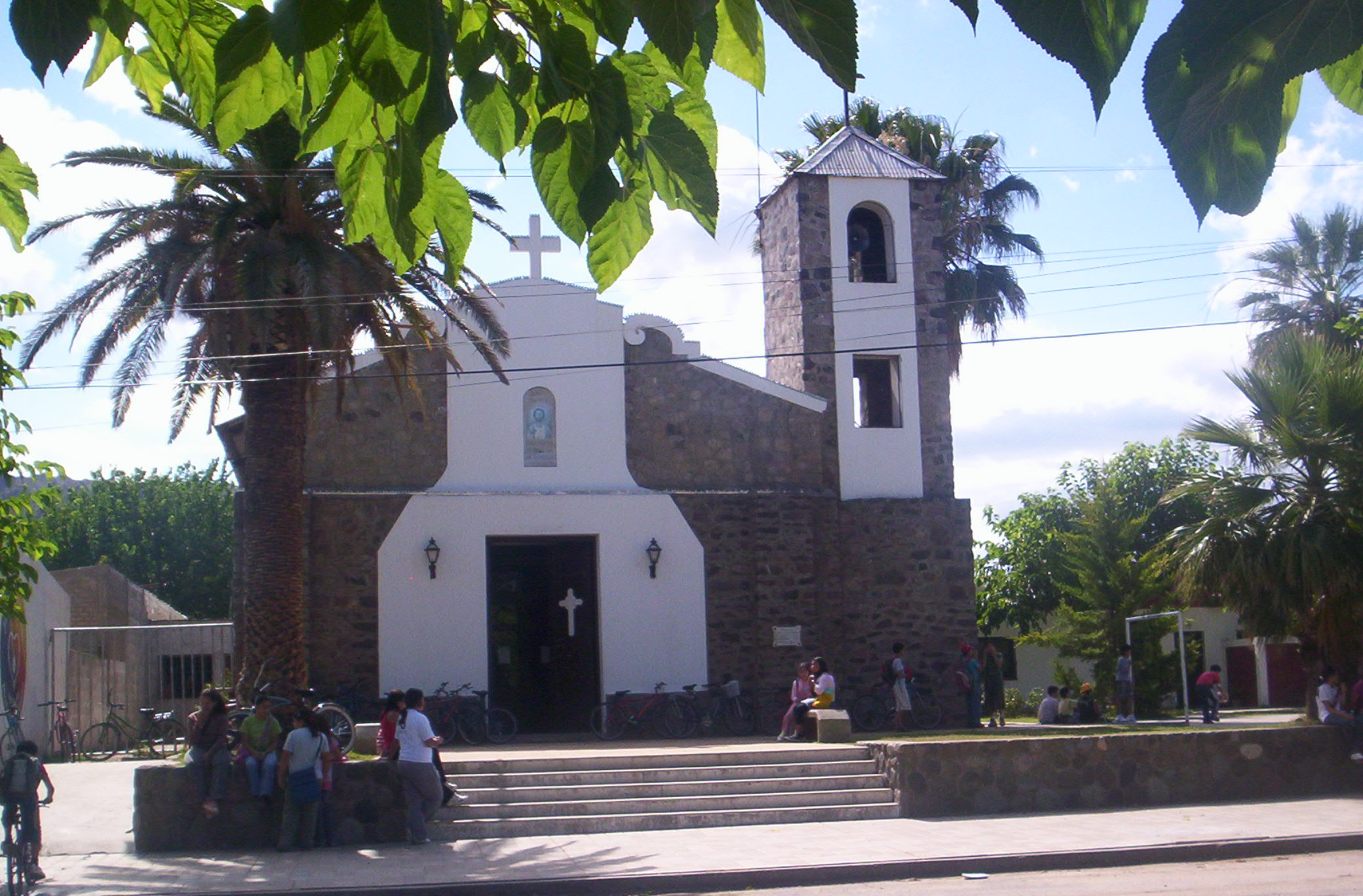

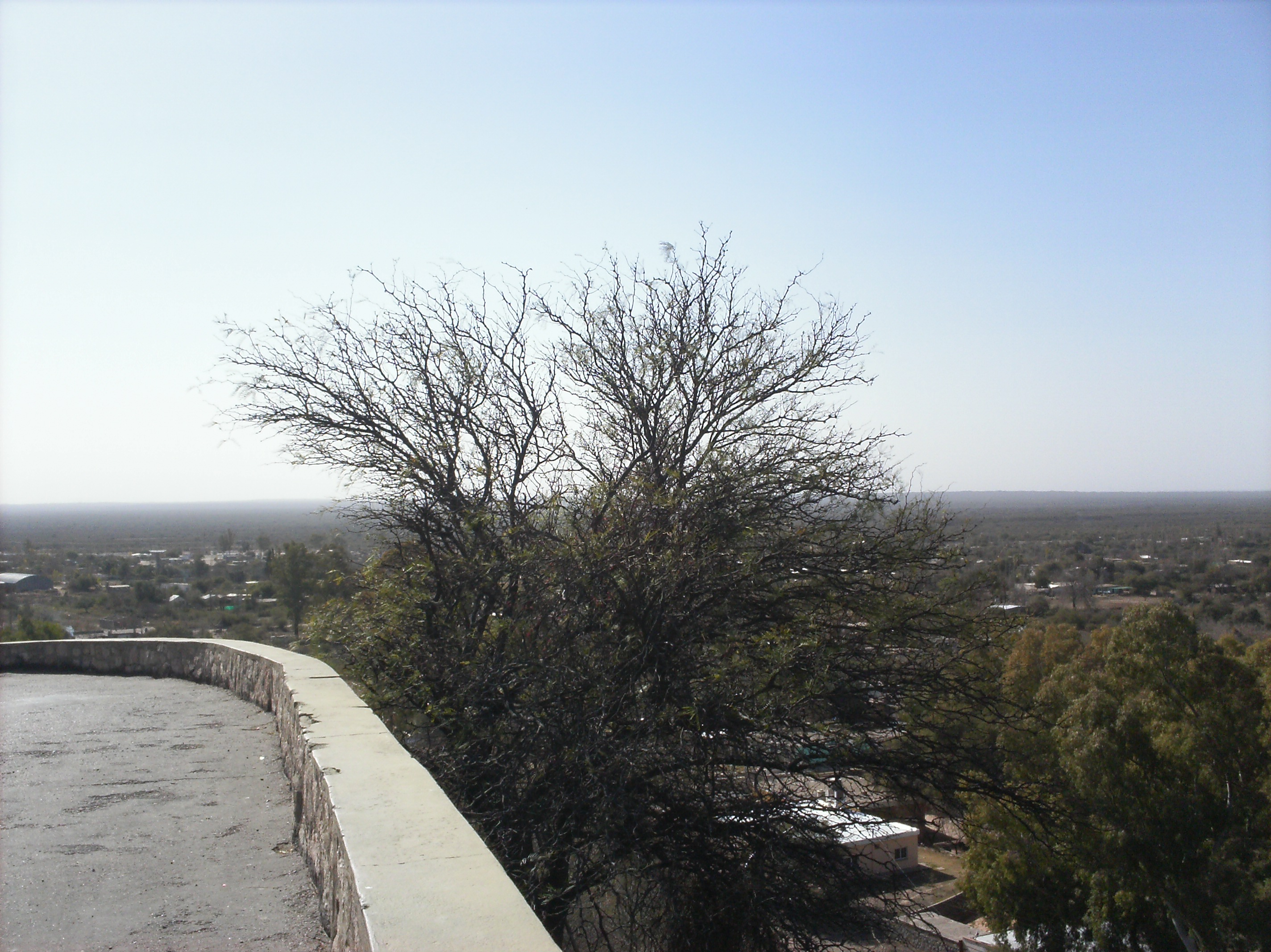

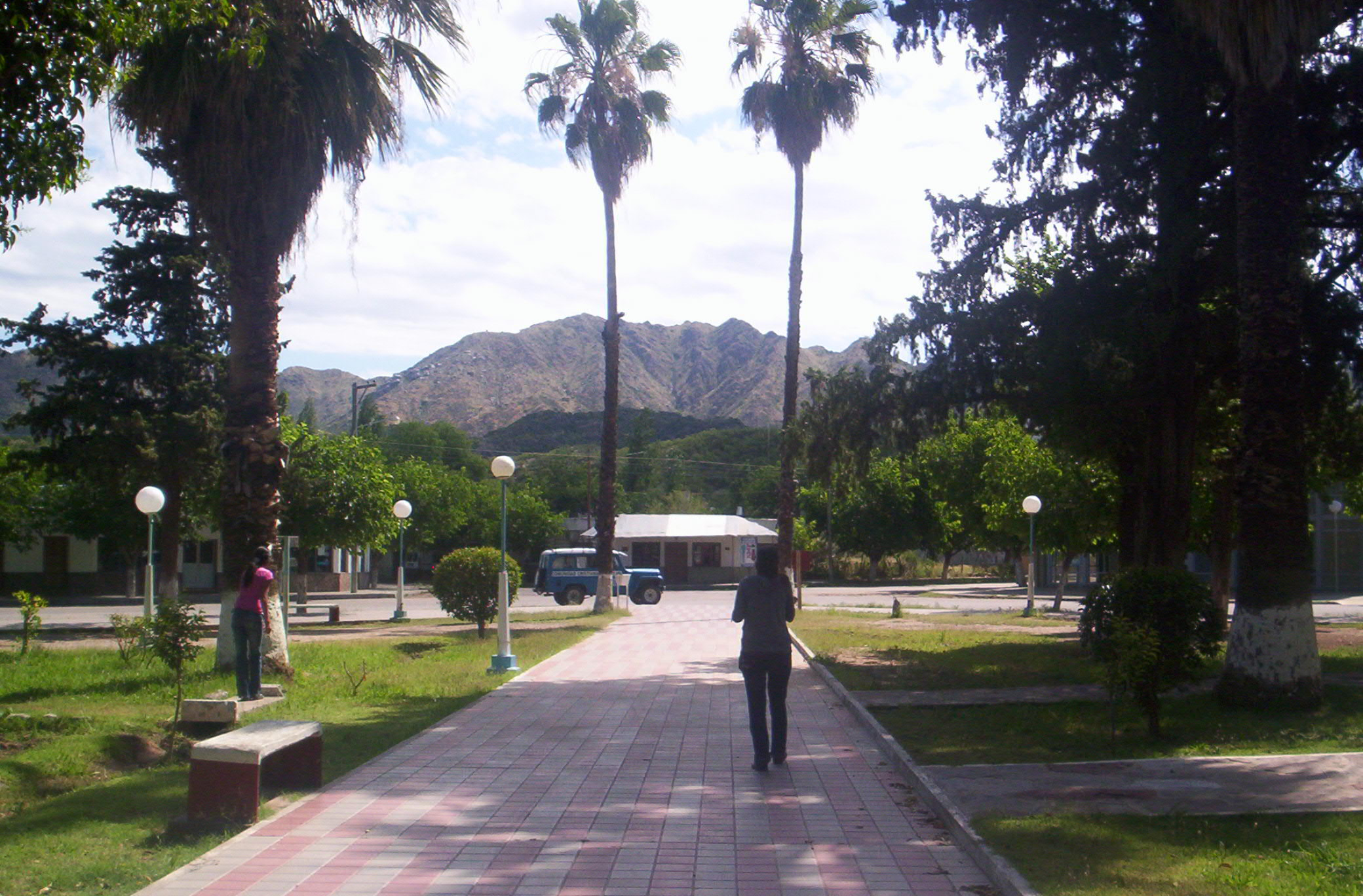